# Emilio Martínez-Lázaro
Emilio Martínez-Lázaro   (Madrid, 1945) és un director de cinema, productor i guionista espanyol guanyador de l'Os d'Or del Festival de Berlín i de la Bisnaga d'Or del Festival de Màlaga.

## Biografia
Va néixer a Madrid en 1945. Va estudiar en un col·legi de jesuïtes i més tard va començar els estudis d'Enginyeria Industrial, que abandonaria per dedicar-se al cinema. Va exercir com a crític cinematogràfic en revistes com Griffith i El nostre cinema fins que va decidir dirigir el seu primer treball, un curtmetratge titulat Escarafalls (1969). Li van seguir altres curts com a Camí al cel (1970) i Amo el meu llit ric (1970) — no ha de confondre's amb Amo el teu llit ric de 1991 . Després de codirigir al costat de Francesc Bellmunt, Jaime Chávarri i José María Vallés el seu primer llargmetratge, Pastissos de sang (1971), es va estrenar en solitari amb Les paraules de Max (1978) amb la qual va obtenir l'Os d'Or del Festival de Berlín.
Sense oblidar-se completament del cinema (va rodar Els seus anys daurats en 1980) va decidir centrar-se en la pantalla petita col·laborant amb sèries com Escrit a Amèrica (1979), Els episodis (1979), La màscara negra (1982) o el telefilme Tot va malament (1984). En 1986, va tornar a la pantalla gran amb Lulú de nit protagonitzada per Imanol Arias, Amparo Muñoz i Antonio Resines.
Ja en la dècada dels 90, van arribar Estimo el teu llit ric (Amo tu cama rica, 1992), Els pitjors anys de la nostra vida (1994) o Carreteras secundarias (1997). L'any 2002, L'altre costat del llit es va convertir en la pel·lícula espanyola més taquillera de l'any donant lloc a una seqüela titulada Els 2 costats del llit (2005). L'any 2007 va estrenar Les 13 roses, que va aconseguir catorze nominacions als premis Goya, encara que solament va poder alçar-se amb quatre premis, la majoria tècnics. En 2014, va dirigir Vuit cognoms bascos.

## Filmografia
- Mi amor perdido[4] (2018)
- Ocho apellidos catalanes (2015)
- Ocho apellidos vascos (2014)
- La montaña rusa (2012)
- Las 13 rosas (2007)
- Los 2 lados de la cama (2005)
- El otro lado de la cama (2002)
- La voz de su amo (2000)
- Carreteras secundarias (1997)
- Los peores años de nuestra vida (1994)
- Amo tu cama rica (1991)
- El juego más divertido (1988)
- Lulú de noche (1985)
- Sus años dorados (1980)
- Las palabras de Max (1978)
- Pastel de sangre (1971)

Director (televisió)
- La mujer de tu vida (1990)
- Todo va mal (1984)
- La máscara negra (1982)
- Escrito en América (1979)
- Cuentos y leyendas (1975)
- Los libros (1974)
- Hora once (1972)

Actor (cine)
- El pecador impecable (1987) de Augusto Martínez Torres

Producció
- La mujer de tu vida 2: La mujer duende (1992) de Jaime Chávarri
- Lulú de noche (1985) de Emilio Martínez-Lázaro
- El desastre de Annual (1970) de Ricardo Franco

Guionista
- Amo tu cama rica (1991) de Emilio Martínez-Lázaro
- Cómo ser mujer y no morir en el intento (1991)
- El juego más divertido (1987) de Emilio Martínez-Lázaro
- Pastel de sangre (1971) de Francesc Bellmunt

## Premis i candidatures
Festival de Berlín
| Any  | Categoria | Pel·lícula          | Resultat  |
| ---- | --------- | ------------------- | --------- |
| 1978 | Os d'or   | Las palabras de Max | Guanyador |

Premis Goya
| Any  | Categoria       | Pel·lícula              | Resultat |
| ---- | --------------- | ----------------------- | -------- |
| 2008 | Millor director | Las 13 rosas            | Nominat  |
| 2002 | Millor director | El otro lado de la cama | Nominat  |
| 1987 | Millor director | Lulú de noche           | Nominat  |

Festival de Màlaga
| Any  | Categoria        | Pel·lícula              | Resultat  |
| ---- | ---------------- | ----------------------- | --------- |
| 2002 | Bisnaga d'Or     | El otro lado de la cama | Guanyador |
| 2002 | Premi del públic | El otro lado de la cama | Guanyador |